# Přírodovědná naučná stezka v Arboretu Park Gródek
Přírodovědná naučná stezka v Arboretu Park Gródek, polsky Przyrodnicza ścieżka dydaktyczna w Arboretum Park Gródek, jsou v podstatě dvě naučné stezky kolem a v arboretu Arboretum Park Gródek v zaniklém dolomitovém lomu Gródek v městském obvodu Szczakowa i Pieczyska města a městského okresu Jaworzno v jižním Polsku. Nachází se také ve Slezském vojvodství a v geologickém mezoregionu Pagóry Jaworznickie.

## Další informace
Krátké naučné stezky jsou zaměřeny na informace o planetách a planetkách naší sluneční soustavy (Planety układu słonecznego na ścieżce - několik informačních tabulí) a na živou a neživou přírodu turisticky atraktivního Arboreta Park Gródek (Pr.zyrodnicza ścieżka dydaktyczna - 13 informačních tabulí). Stezky vedou také přes vyhlídky na jezera Gródek a Wydra v Arboretu Park Gródek. Stezky byly postaveny s největší pravděpodobností v roce 2010 s provedenou rekultivací arboreta.

## Galerie

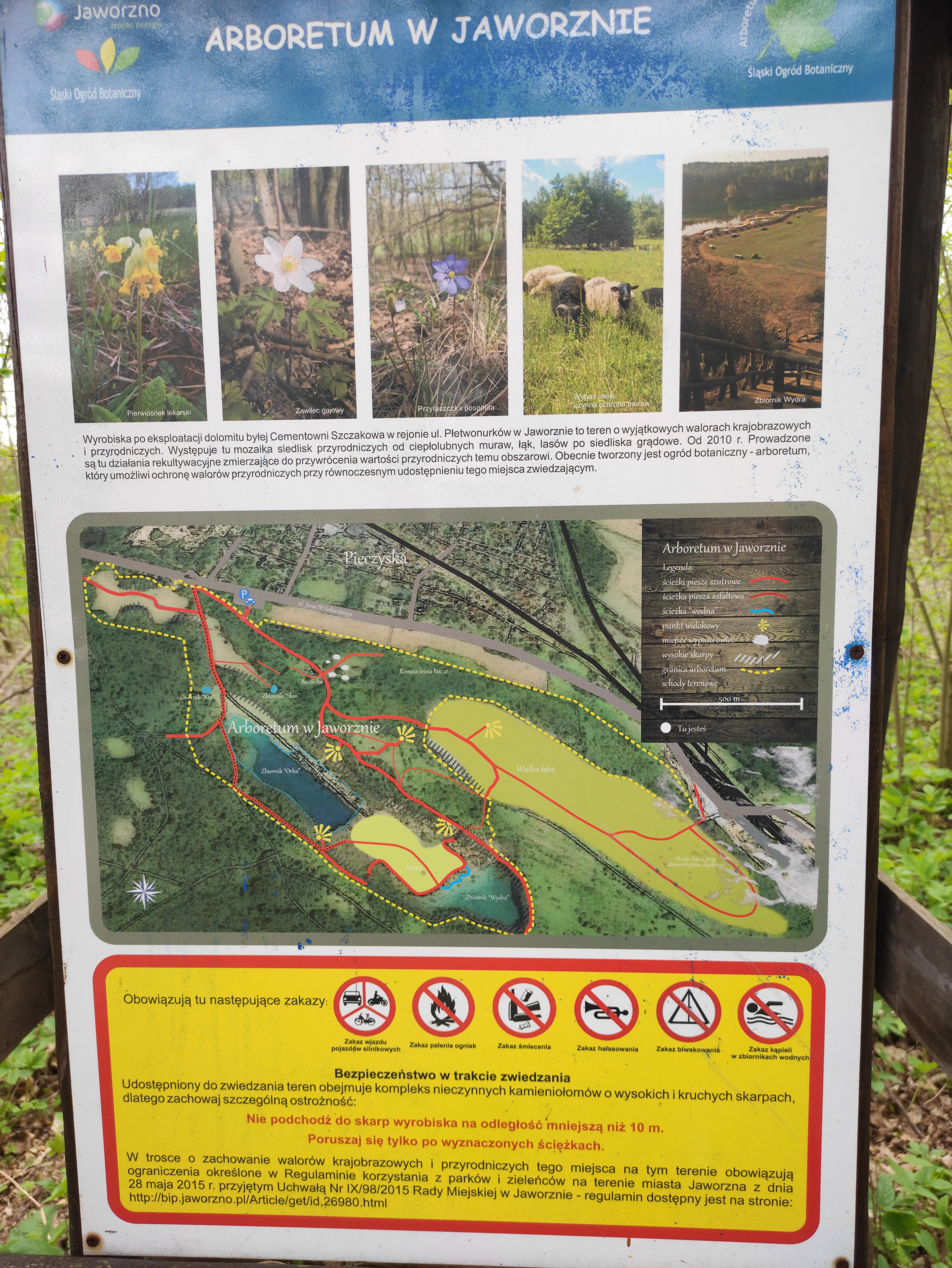
Informační panel s mapou
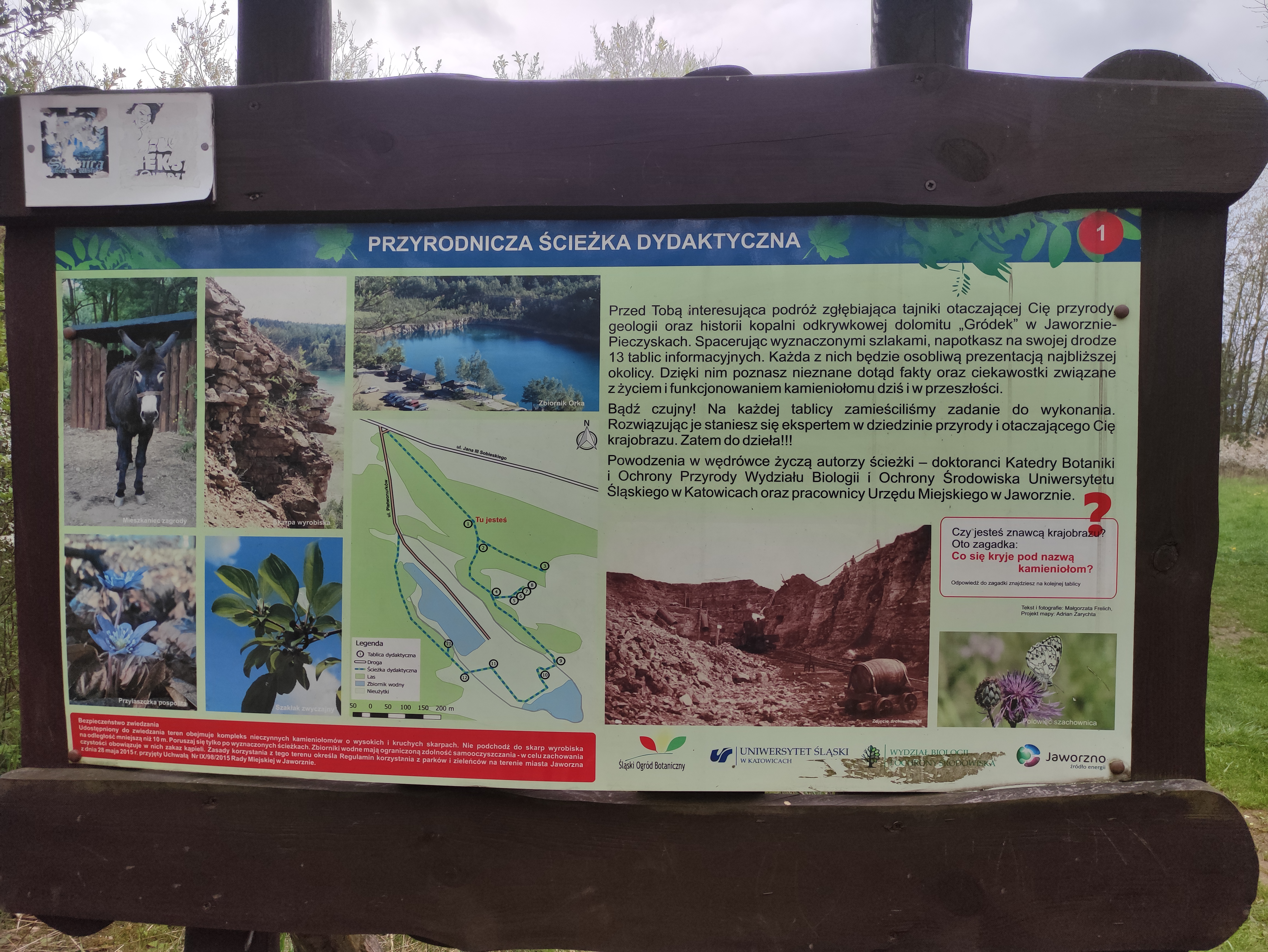
Informační panel „Przyrodnicza ścieżka dydaktyczna“
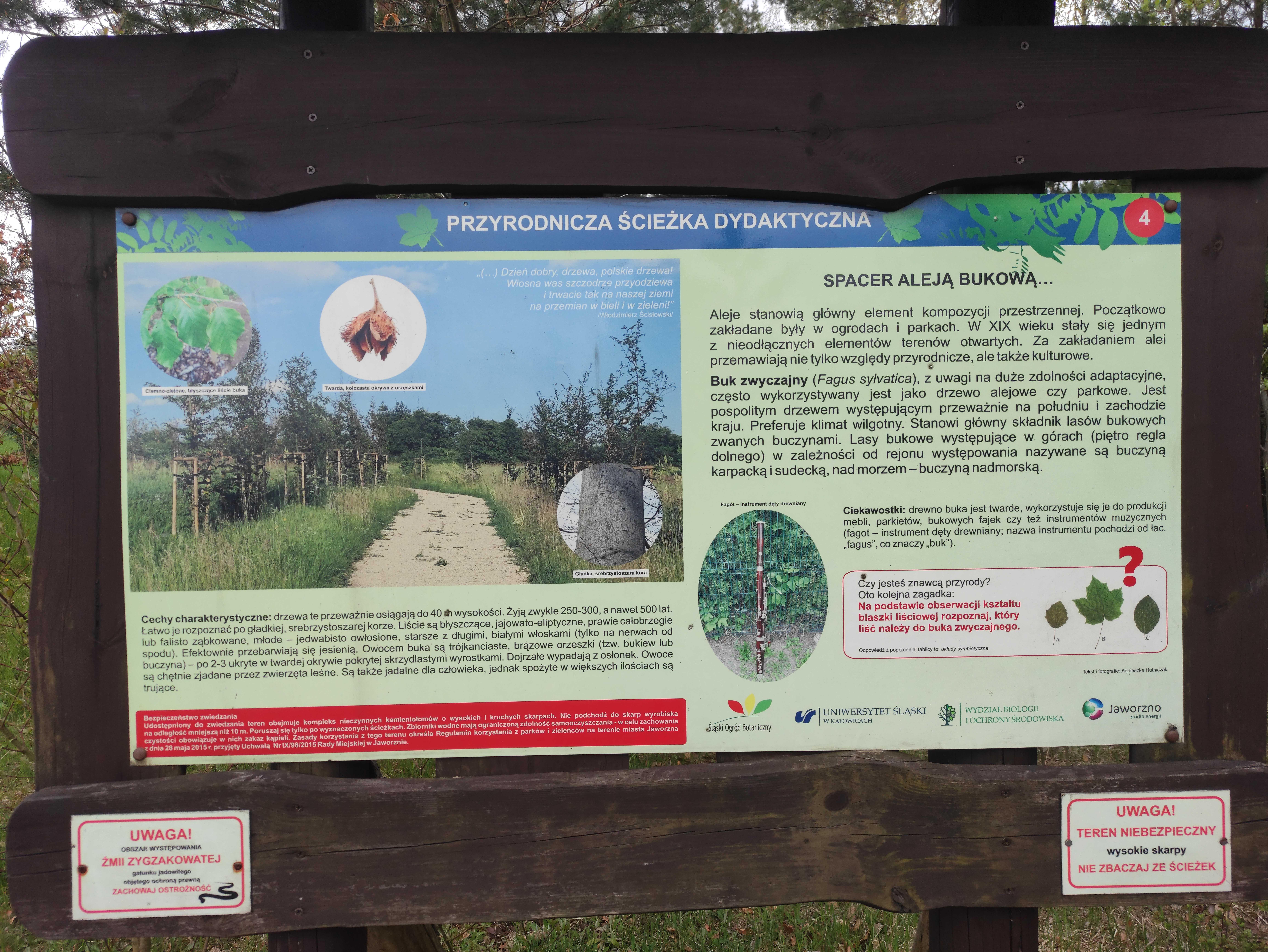
Informační panel „Przyrodnicza ścieżka dydaktyczna“
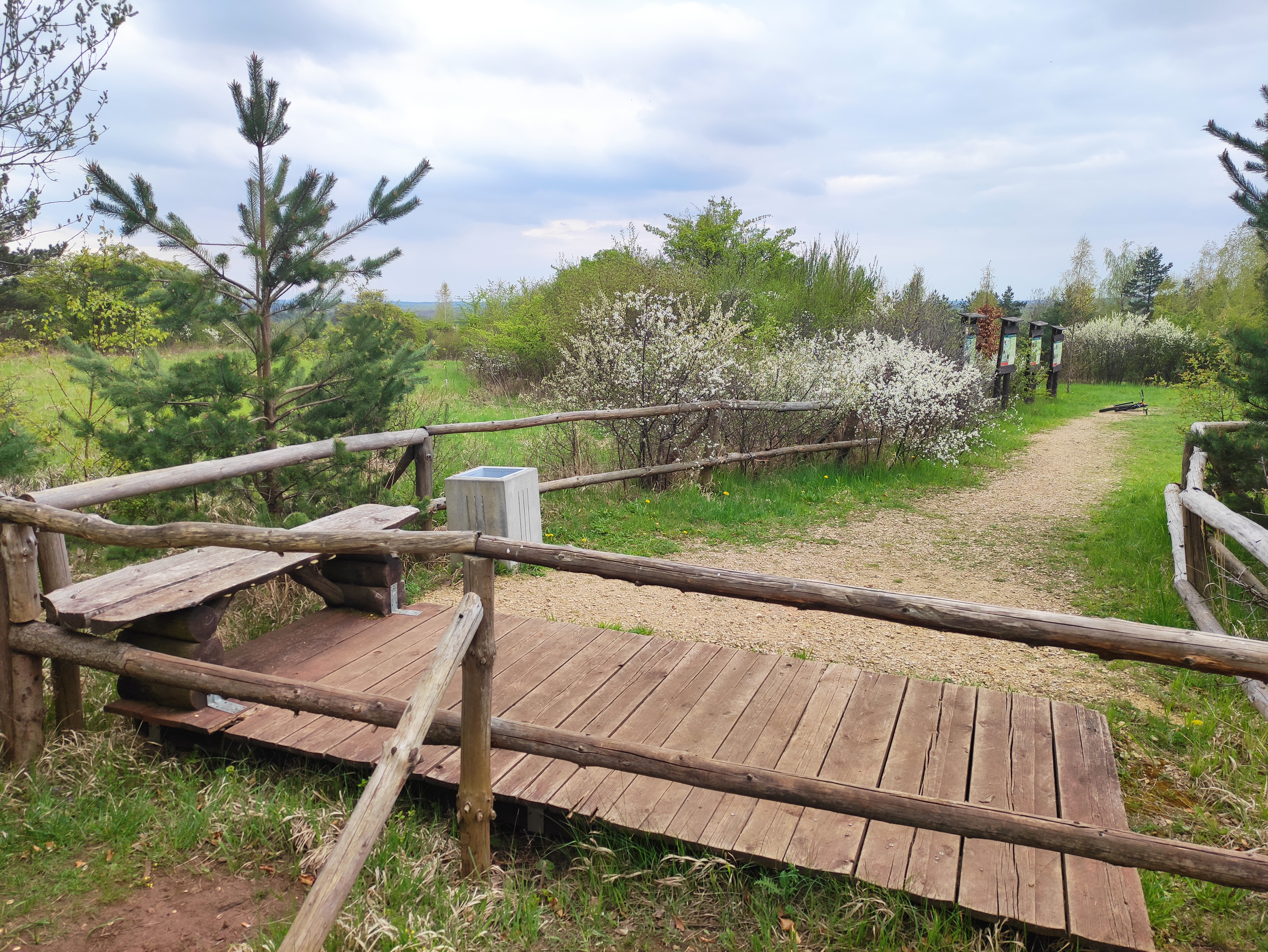
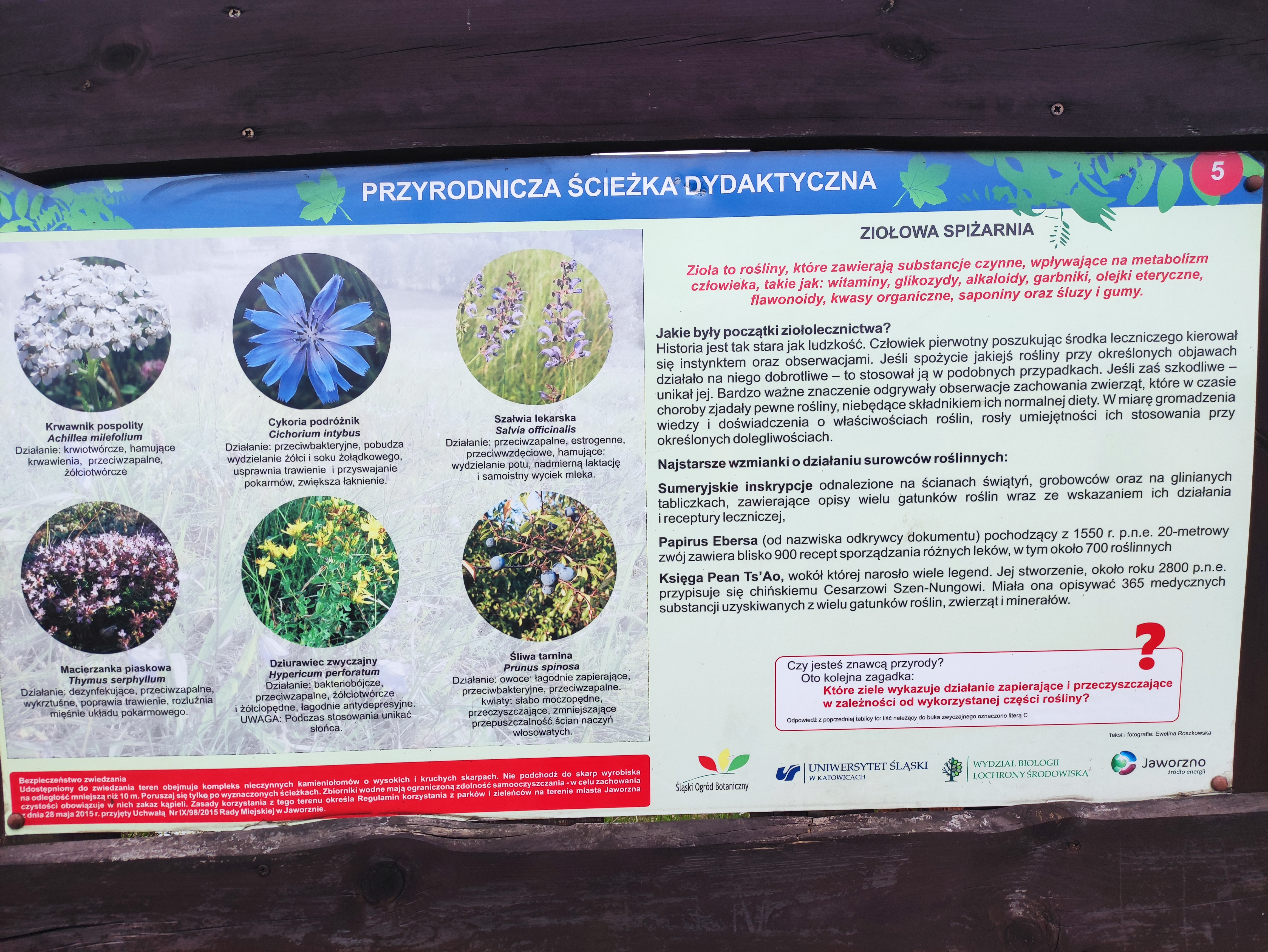
Informační panel „Przyrodnicza ścieżka dydaktyczna“
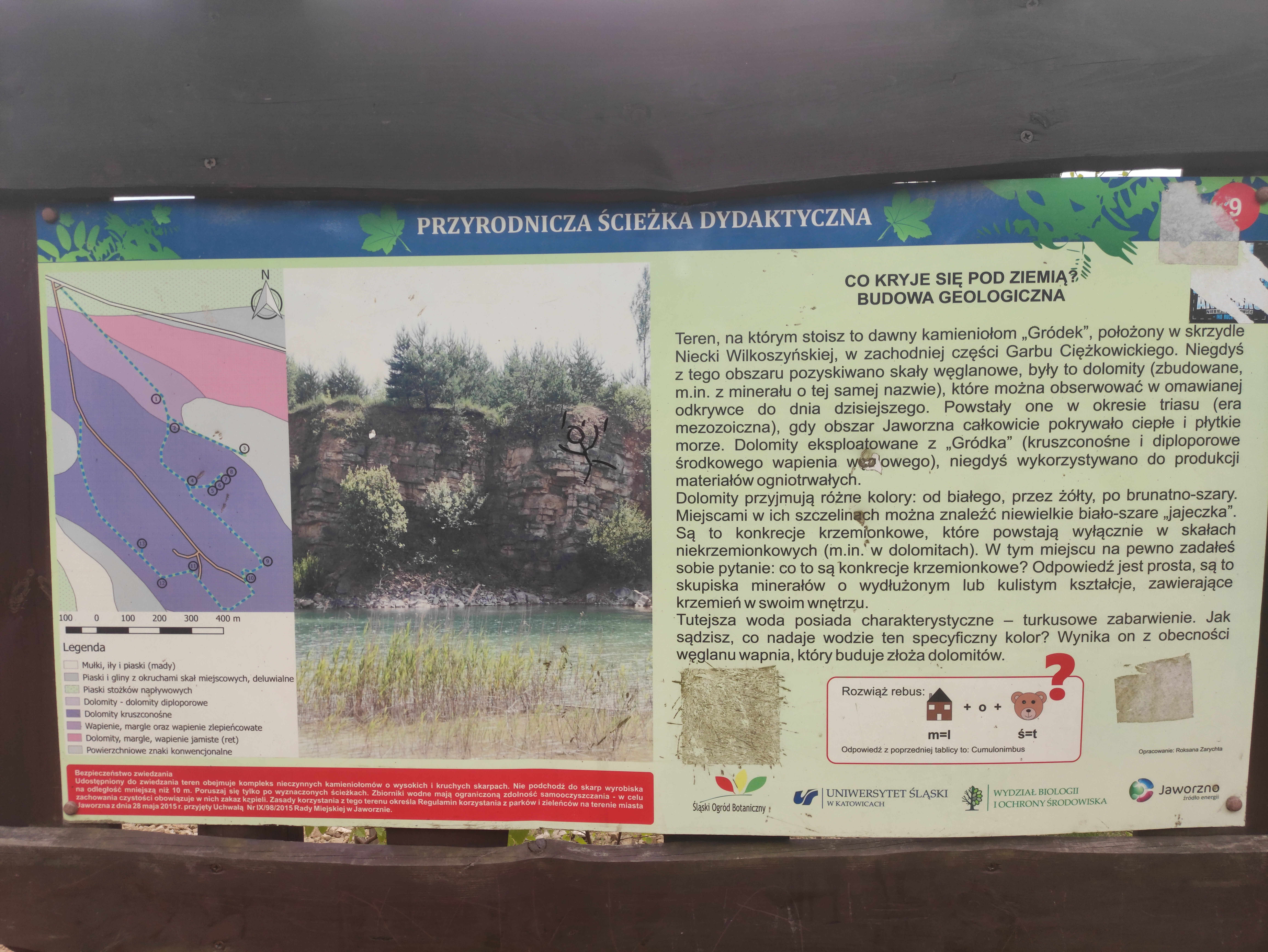
Informační panel „Przyrodnicza ścieżka dydaktyczna“
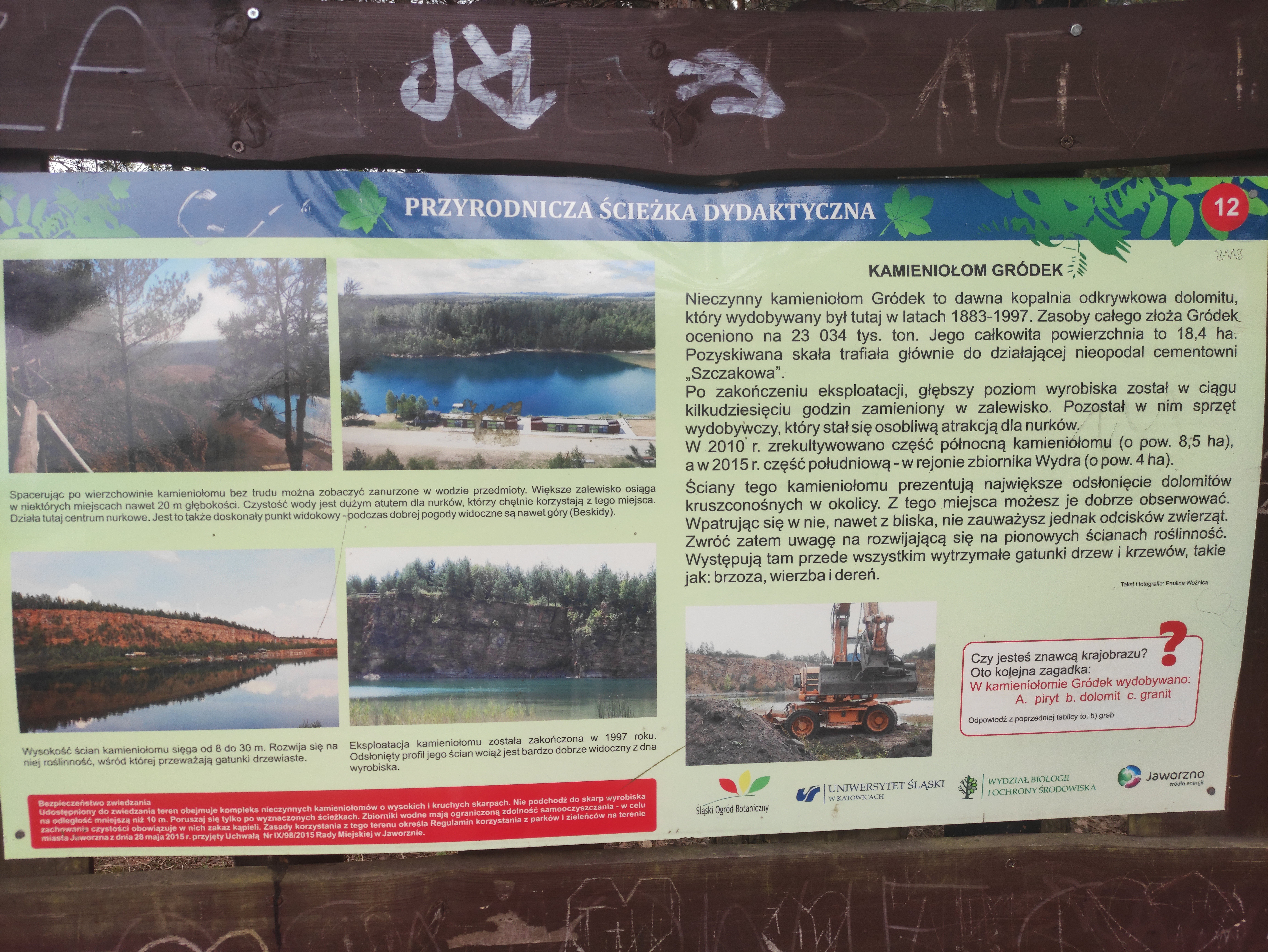
Informační panel „Przyrodnicza ścieżka dydaktyczna“
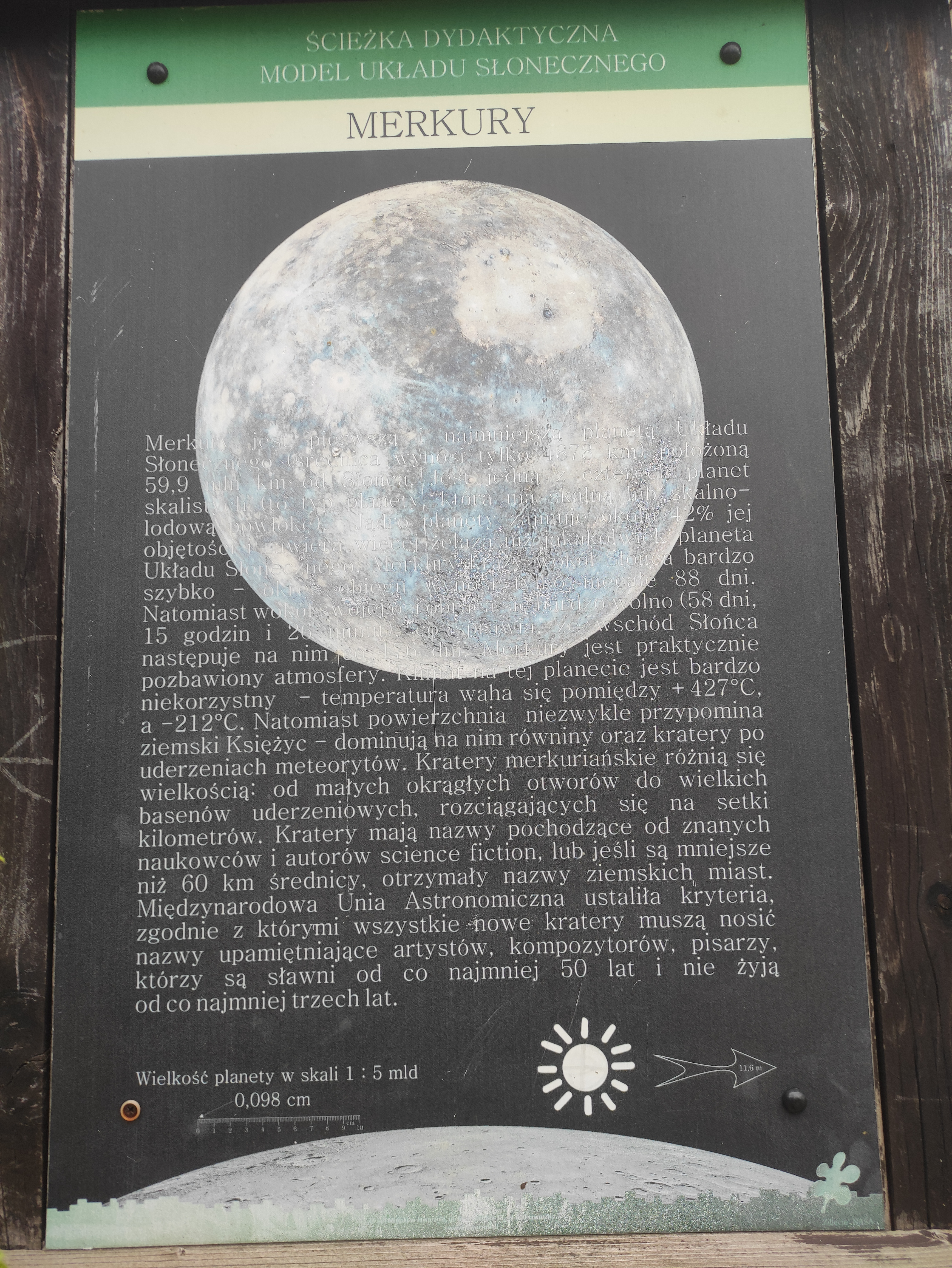
Informační panel „Ścieżka dydaktyczna model Układu Słonecznego“
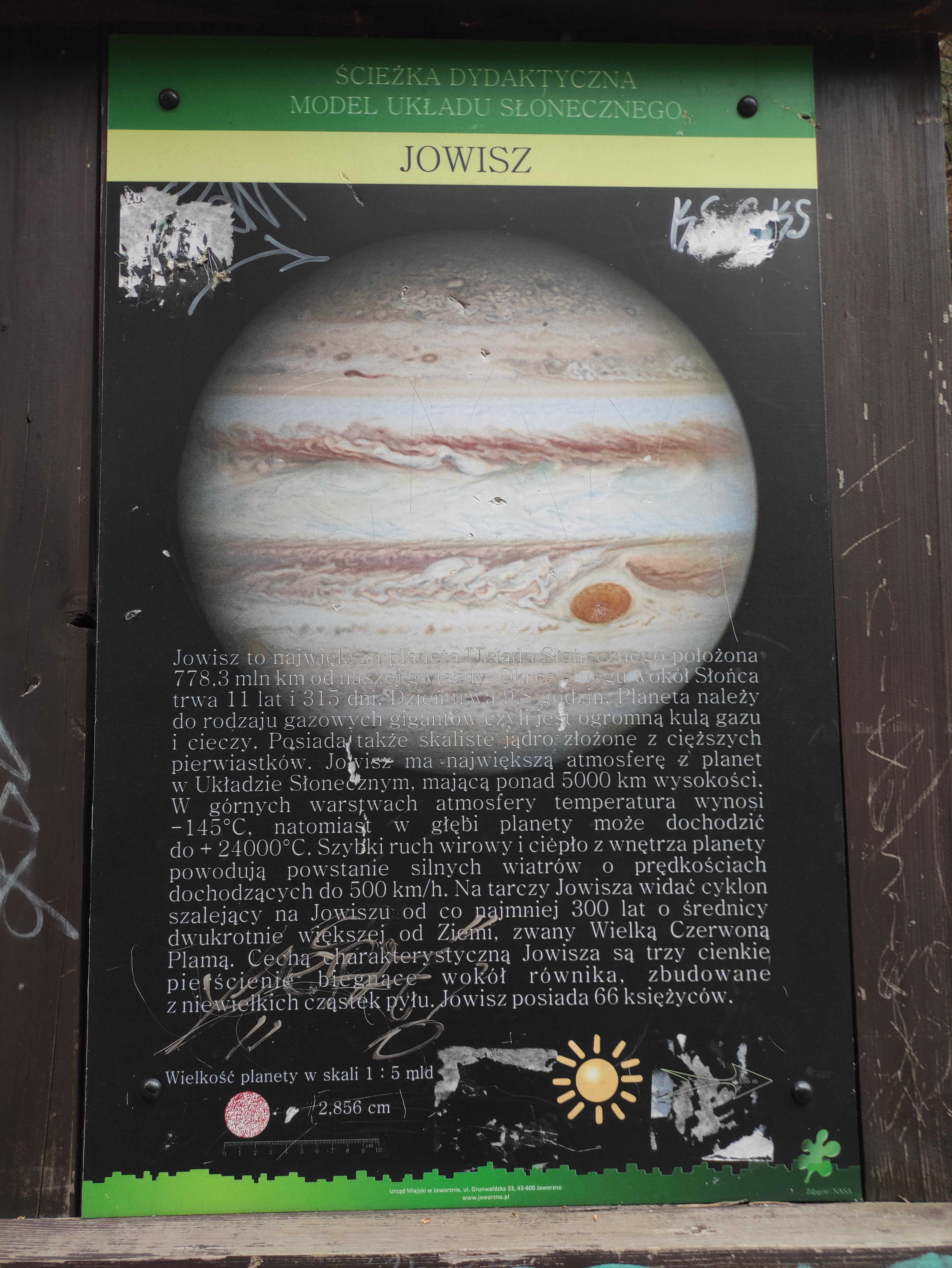
Informační panel „Ścieżka dydaktyczna model Układu Słonecznego“